# Open Kids
Open Kids – ukraiński zespół, śpiewający muzykę pop. Producentem grupy jest Jurij Pietrow, założyciel Open Art Studio, szkoły  sztuk performatywnych i plastycznych w Kijowie.

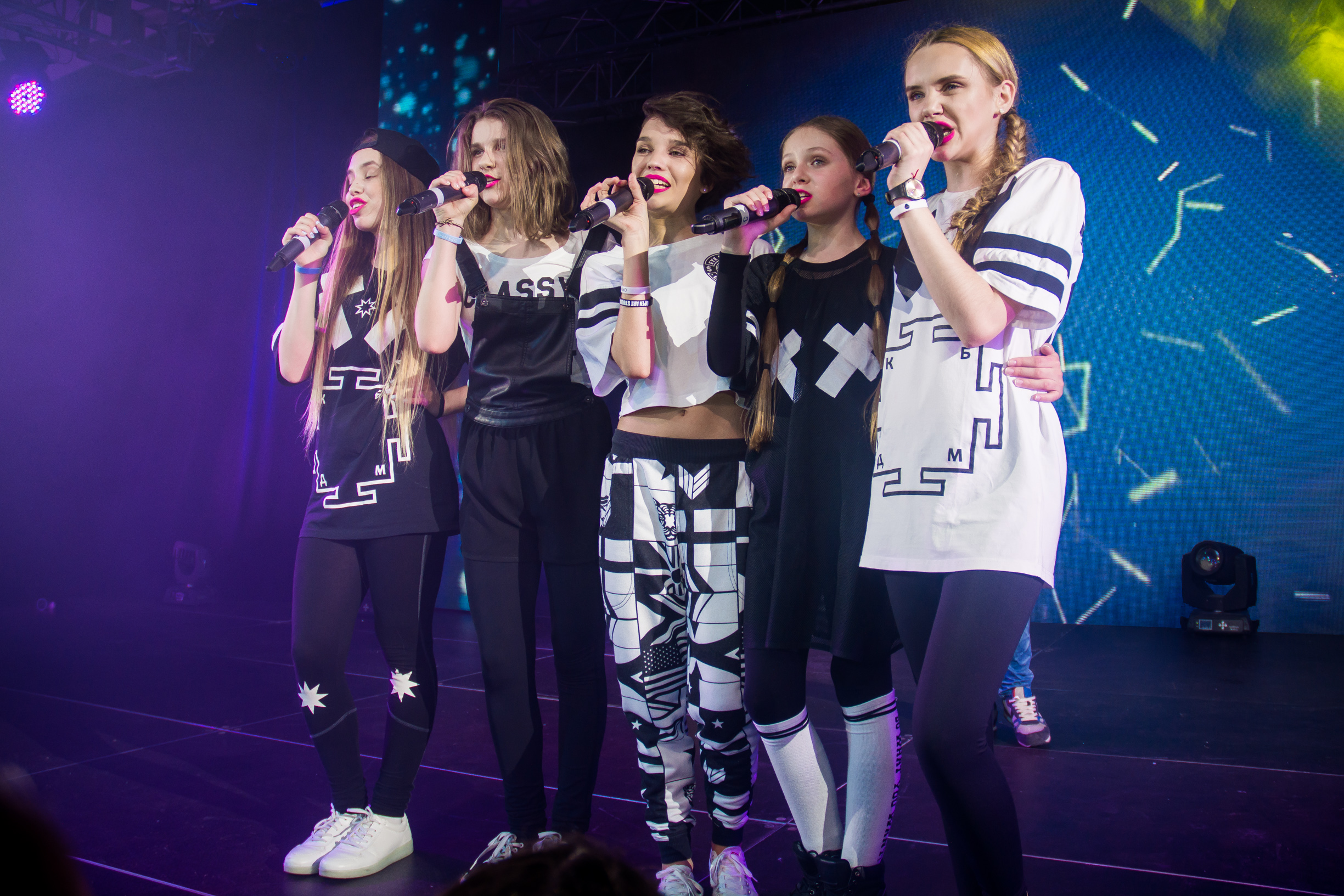
Open Kids na „Bitwie Talentów” w Soczi

## Historia
Zespół powstał oficjalnie 11 października 2012 roku, kiedy grupa wydała swój pierwszy teledysk zatytułowany „Show Girls”.
25 czerwca 2014 roku grupa zorganizowała prezentację swojego nowego teledysku „На Десерт” („Na deser”) w City Beach Club w Kijowie na Ukrainie. Teledysk został nakręcony w Niemczech.
Na początku listopada 2015 roku opinia publiczna dowiedziała się, że Vika Vernik opuściła Open Kids. W tym samym miesiącu okazało się, że grupa ogłosiła casting na piątego członka grupy.
Na początku grudnia 2015 roku zespół zadebiutował na scenie po raz pierwszy. Koncert odbył się w Caribbean Club w Kijowie.
W lutym 2016 Open Kids zaprezentowało swoją pierwszą piosenkę o miłości „Кажется” („Wydaje się”).

### Członkowie
- Angelina Romanovska, urodzona 22 grudnia, 2000 (19 lat)
- Lera Didkovska, urodzona 17 kwietnia, 2000 (20 lat)
- Yulia Gamaliy, urodzona 30 sierpnia, 2003 (17 lat)
- Anna Bobrovska, urodzona 30 listopada, 2002 (17 lat)
- Elizaveta Kostyakina, urodzona 31 sierpnia, 2003 (17 lat) Victoria Vernik, urodzona 16 lutego, 2000 (20 lat) (odeszła z zespołu)

### Dyskografia
| Rok wydania | Tytuł                                                                            |
| ----------- | -------------------------------------------------------------------------------- |
| 2012        | „Show Girls"                                                                     |
| 2013        | „Stop People!"                                                                   |
| 2014        | „На десерт” („Na deser”)                                                         |
| 2015        | „Droga Mleczna" „На радостях” („W radości”) „Не танцуй!” („Nie tańcz!”)          |
| 2016        | „Кажется” („Wydaje się”) „Круче всех” („Lepsi od reszty”) ft. Quest Pistols Show |